# Glaresis gordoni
Glaresis gordoni is een keversoort uit de familie Glaresidae. De wetenschappelijke naam van de soort is voor het eerst geldig gepubliceerd in 1995 door Warner.